# Ewald Gerhard Seeliger
Ewald Gerhard Hartmund Seeliger, född den 11 oktober 1877 i Rathau i Landkreis Brieg, död den 8 juni 1959 i Cham, Oberpfalz, var en tysk författare. 
Seeliger var först folkskollärare, men ägnade sig sedan helt åt sitt författarskap. Under första världskriget var han marinflygare i Norderney. 
Seeliger var en produktiv författare av förströelseläsning (Der Stürmer, 1904, Nordnordwest, 1905, 13:e upplagan 1913, Das Paradies der Verbrecher 1913; 5:e upplagan 1914; "Milliontjuven", samma år, Der gelbe Seedieb, 1915; "Den gula sjörövaren", samma år, med mera). Han ansågs bäst som skildrare av sjöfolk, havs- och kustliv (Top, 3:e upplagan 1910, med flera).